# Иоасаф (Морза)
Архимандри́т Иоаса́ф (бел. Архімандрыт Іасаф; в миру Александр Николаевич Морза, бел. Аляксандр Мікалаевіч Морза; род. 19 мая 1970, Ракитно, Брестская область) — архимандрит Русской Православной Церкви, ректор Минских Духовных Академии и Семинарии (2008—2012), член Межсоборного присутствия Русской Православной Церкви (2009—2014).

## Биография
Родился 19 мая 1970 года в деревне Ракитно Лунинецкого района Брестской области.
С 1977 по 1987 год учился в Язвинской средней школе Лунинецкого района БССР, которую окончил с золотой медалью. В 1987 году поступил на механико-математический факультет Белорусского государственного университета. В 1988—1989 годах проходил военную службу в Вооруженных силах СССР. Затем продолжил обучение на механико-математический факультете БГУ и в 1993 году окончил полный курс университета, получив специальность «математик».
В 1993 году поступил в Минскую духовную семинарию, которую окончил в 1997 году со степенью бакалавра богословия. Тема бакалаврской работы: «архиепископ Ермоген (Голубев): жизнь и исповедничество».
15 сентября 1997 года в Успенском Жировицком монастыре Патриаршим экзархом всея Беларуси Митрополитом Минским и Слуцким Филаретом (Вахромеевым) был пострижен в монашество. 12 октября того же года наместником Жировицкого монастыря епископом Новогрудским и Лидским Гурием (Апалько) рукоположен в сан иеродиакона.
В конце октября 1997 года направлен в Грецию для обучения на богословском факультете Афинского университета.
12 октября 2000 года был рукоположен в сан иеромонаха митрополитом Минским и Слуцким Филаретом.
В 2002 году окончил полный курс Афинского университета. С сентября 2002 года начал преподавать предмет «Патрология» на 5-м курсе Минской духовной семинарии. В мае 2003 года получил диплом с общим баллом «хорошо». В сентябре 2003 году окончил Минскую духовную академию со степенью кандидата богословия, защитив диссертацию на тему: «Дидим Слепец и его Комментарии на книгу Иова».
25 сентября 2003 года назначен проректором по воспитательной работе (инспектор) Минской духовной академии и семинарии.
9 сентября 2005 года митрополитом Минским и Слуцким Филаретом возведён в сан игумена с правом ношения палицы.
4 февраля 2008 года указом митрополита Минского и Слуцкого Филарета назначен ректором Минских Духовных Академии и Семинарии с возложением креста с украшениями.
Участник Поместного собора Русской Православной Церкви 2009 года, на котором был избран Патриарх Московский и всея Руси Кирилл.
12 февраля 2009 года в семинарском храме в честь Святителей Василия Великого, Григория Богослова и Иоанна Златоустого митрополитом Минским и Слуцким Филаретом возведён в сан архимандрита.
17 мая 2009 года присвоено ученое звание доцента Минской духовной академии и семинарии.
27 июля 2009 года решением Священного Синода Русской православной церкви включён в состав Межсоборного присутствия Русской Православной Церкви.
В соответствии с решением педагогического совета Минских духовных академии и семинарии от 29 декабря 2010 года ректору МинДАиС архимандриту Иоасафу было присвоено почётное звание и диплом профессора.
Преподаватель Патрологии (МинДА) и Священного Писания Нового Завета (МинДС). Также преподавал Литургику (МинДС).
3 сентября 2012 года решением Синода Белорусской Православной Церкви освобождён от должности ректора Минских духовных школ с выражением ему благодарности за понесённые труды в должности Ректора Минских Духовных Академии и Семинарии.
13 ноября 2013 года принят в клир Бориспольской епархии и назначен штатным священником храма в честь Святой Троицы города Бровары Киевской области. В том же году принят на должность преподавателя Киевских духовных школ.
Не вошёл в новый состав Межсоборного присутствия, утверждённый 23 октября 2014 года решением Священного Синода Русской православной церкви.
9 ноября 2020 года был награждён орден преподобного Нестора Летописца II степени по случаю 50-летия со дня рождения.

## Публикации
статьи
- Архиепископ Ермоген (Голубев): Жизнь и исповедничество // Лаврський альманах. — К., 2002. — Вип. 7. — С. 136—166
- Дидим Слепец как церковный писатель // Труды Минской духовной академии. 2007. — № 5. — С. 75—82.
- Комментарии Дидима Слепца на книгу Иова // Труды Минской духовной академии. 2008. — № 6 — С. 18-22
- Богословие Дидима Слепца по его Комментариям на книгу Иова // Труды Минской духовной академии. — 2009. — № 7. — С. 21-50
- История второго возрождения и современной жизни Минской духовной семинарии // Минские Епархиальные ведомости / отв. ред. А. С. Трошкина. — 27/12/2009. — № 3-4. — С. 76-78.
- Праведный Иов как образец духовного совершенства // Труды Минской духовной академии. — 2010. — № 8. — С. 32-42
- Святитель Иоасаф Белгородский: к 100-летию со дня обретения мощей // Труды Минской духовной академии. — 2011. — № 9. — С. 20-24.
- Сказание о принесении в Москву Иверской иконы Божией матери в 1648 году // Труды Минской духовной академии. — 2012. — № 10. — С. 203—206.
- Персидское слово hangar в Евангелии // Труди Київської Духовної Академії: збірник. № 18 / ред. В. Савельев. — К. : ВВ УПЦ, 2013. — 359 с. — С. 125—136

интервью
- Наш собеседник — инспектор // Журнал «Ступени». 2004. — № 1 (13)
- Наш собеседник — ректор // Журнал «Ступени». 2008. — № 1 (29)